# Jan Tvrdík
Jan Tvrdík (* 26. dubna 1957 Ústí nad Labem) je český politik, od roku 2010 zastupitel města Ústí nad Labem, v letech 2010 až 2014 starosta Městského obvodu Ústí nad Labem-město, člen ODS.

## Život
Po absolvování SPŠ strojní a elektrotechnické v Ústí nad Labem vystudoval Pedagogickou fakultu v Ústí nad Labem se zaměřením na matematiku a tělesnou výchovu (promoval v roce 1980 a získal titul Mgr.). Od roku 1981 byl zaměstnancem Ministerstva vnitra České republiky, mezi lety 1994 a 2004 se věnoval soukromému podnikání ve výpočetní technice jako majitel a jednatel společnosti S O N O S.
Působil také ve společnosti Fürs jako jednatel (2000 až 2003) a společník s vkladem (2000 až 2010) a dále ve firmě SOVA PC jako společník s vkladem (2003 až 2006). Angažoval se také jako člen představenstva v akciové společnosti Fotbalový klub Ústí nad Labem (2005 až 2007) a člen představenstva v akciové společnosti Metropolnet (2003 až 2004).
Jan Tvrdík žije ve městě Ústí nad Labem, konkrétně v části Klíše. Je ženatý, má dvě děti. Mezi jeho zájmy patří chalupaření a sport, především volejbal, ve kterém byl v roce 1981 mistrem ČSSR. Dvě volební období zastával funkci předsedy Krajského volejbalového svazu a trénoval krajský výběr Ústeckého kraje.

## Politické působení
V komunálních volbách v roce 2002 vedl z pozice člena "Sdružení pro zdraví, sport a prosperitu" kandidátku tohoto subjektu do Zastupitelstva městského obvodu Ústí nad Labem-město, ale neuspěl (skončil jako třetí náhradník). Jeho straničtí kolegové však postupně rezignovali a ještě v roce 2002 se stal zastupitelem a radním městského obvodu a v roce 2004 pak místostarostou. Ve volbách v roce 2006 post zastupitele MO obhájil jako lídr kandidátky a člen subjektu "Alternativa pro Ústí", udržel si i funkci místostarosty. Také ve volbách v roce 2010 byl zvolen zastupitelem MO, tentokrát jako člen a lídr kandidátky ODS. Dne 9. listopadu 2010 se stal starostou městského obvodu. Ve volbách v roce 2014 obhájil mandát zastupitele z pozice lídra kandidátky ODS. Dne 4. listopadu 2014 se však novým starostou městského obvodu stal Kamil Hýbner.
V komunálních volbách v roce 2002 také kandidoval za "Sdružení pro zdraví, sport a prosperitu" do Zastupitelstva města Ústí nad Labem, ale neuspěl. Do zastupitelstva nepronikl ani jako člen subjektu "Alternativa pro Ústí" ve volbách v roce 2006. Zastupitelem města se stal až jako člen ODS ve volbách v roce 2010. Ve volbách v roce 2014 mandát za ODS obhájil. Vlivem preferenčních hlasů se posunul z původního 5. místa na kandidátce na konečné první místo (strana získala jen 3 mandáty). Působí jako předseda Kontrolního výboru.
V krajských volbách v roce 2004 kandidoval za "Sdružení pro zdraví, sport a prosperitu" do Zastupitelstva Ústeckého kraje, ale neuspěl. Zvolen nebyl ani ve volbách v roce 2012, kdy kandidoval za ODS.
Ve volbách do Poslanecké sněmovny PČR v roce 2013 kandidoval za ODS v Ústeckém kraji, ale neuspěl. Ve volbách do Senátu PČR v roce 2016 kandidoval za ODS v obvodu č. 31 – Ústí nad Labem. Se ziskem 7,80 % hlasů skončil na 5. místě a do druhého kola nepostoupil.